# 주젬베르크

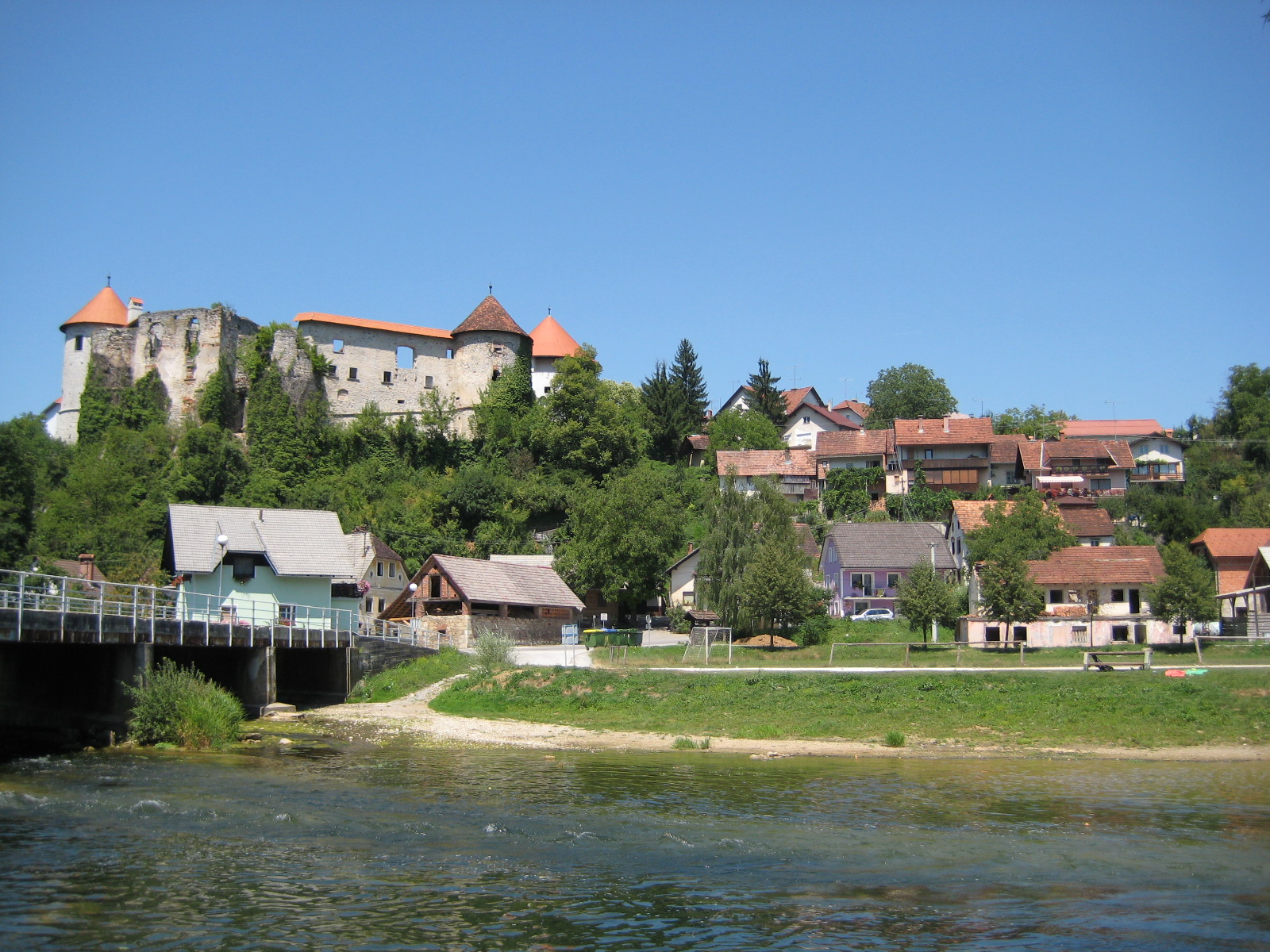
주젬베르크

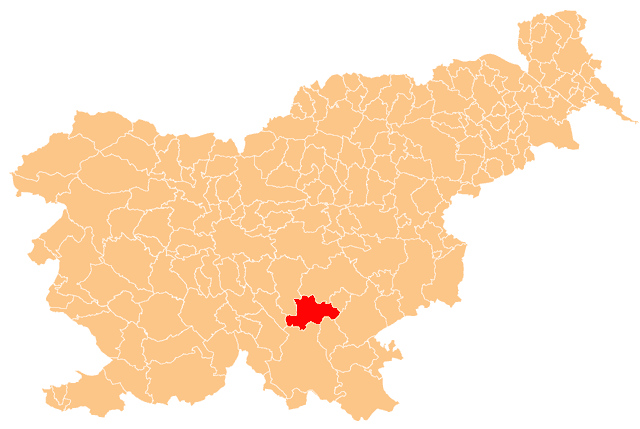
주젬베르크의 위치

주젬베르크(슬로베니아어: Žužemberk, 독일어: Seisenberg 자이젠베르크[*])는 슬로베니아의 도시로 면적은 164.3km2, 높이는 293m, 인구는 4,579명(2002년 기준), 인구 밀도는 27.9명/km2이다.